# Прва сарајевска бригада ЈВуО
Прва сарајевска бригада је била војна формација у рангу бригаде у саставу Романијског корпуса — Горски штаб 220 регуларне војске Краљевине Југославије током Другог свјетског рата под именом Југословенска војска у отаџбини. За територију Источне Босне, формирани су Романијски и Дрински корпус Југословенске војске у отаџбини, на територији срезова: Власеница, Рогатица, Калиновик, Кладањ и Сарајево. Сарајевски срез је подијељен на два дијела, па је на основу ове подјеле успостављена и војна организација подјеле Сарајева и околине на двије бригаде: Прву сарајевску бригаду и Другу сарајевску бригаду. На првом дијелу овога среза дјеловала је Прва сарајевска бригада на чијем челу се налазио Саво Дерикоња, док је командант првог дијела Сарајевског среза, био Стјепан Лучић. Команда његових јединица се налазила у селу Луке, гдје је било и административно сједиште слободне општине Пале. Поред тога, у селу Луке је у току рата 1943. године изграђена и црква Светог Пророка Илије. Црква је 1956. године срушена по наредби ондашњих власти, јер се народ окупљао како су они сматрали око четничке творевине. Зона одговорности бригаде је био сјеверни дио Сарајевског среза.

## Историја

### 1942. година
Прва сарајевска бригада је формирана око 10. септембра 1942. године, на планини Озрен у непосредној близини Сарајева. У овом периоду на Озрен долази штаб Романијског корпуса под командом капетана Милорада Момчиловића када се ораниизује службено формирање двије сарајевске бригаде. На чело 1. сарајевске бригаде постављен је пјешадијски потпоручник Сава Дерикоње. Он је управо тада унапријеђен у чин пјешадијског потпоручника и одликован Карађорђевом звездом за заслуге које је раније стекао у борби за заштиту српског народа на овим просторима. Саво је већ био од народа изабран за команданта, а шта је команда Источне Босне и Херцеговине потврдила и Врховна команда се са тим сложила. За начелника и ађутанта те бригаде, постављени су два активна официра у чину поручника. Муслиманско становништво, које је живјело измијешано са Србима, а које није учествовало у покољу српског становништва, остало је у својим селима Хаџићи, Сировине, Ракова Нога, Кнежина, Шахбеговићи, Жеп и друга. Саво Дерикоња је у муслиманска села поставио посаде ради обезбјећења муслиманског живља. Исхрану ових посада сносило је село у коме је иста постављена. Ове су се посаде с времена на вријеме смјењивале. У та села ниједна друга јединица није имала право да долази, без одобрења команданта бригаде, Сава Дерикоње. С обзиром да је Прва сарајевска бригада оскудјевала у наоружању и у другим војним потребама, као и у исхрани, није могла да врши замашније операције против окупаторских јединица, Врховна команда ЈВуО је у неколико наврата слала овој бригади новчану помоћ.

### 1943. година
Марта мјесеца 1943. године, Прва сарајевска бригада учествује у борбама против јаких комунистичких снага које су прешле ријеку Неретву. Борбе су вођене на Трескавици, Обљу, Миљевини, под командом Војислава Лукачевића, као и борбама код Калиновика заједно са четницима Црне Горе под командом мајора Павла Ђуришића. Ускоро, Прва сарајевска бригада се морала вратити на матични терен, кога су угрожавале хрватске усташке и домобранске јединице. Код Калиновика, Саво Дерикоња је први пут представљен генералу Дражи Михаиловићу, и на њега оставио добар утисак, и као војник и као човјек. Дража је том приликом рекао Саву да му је познат његов активни рад и његова часна борба, због чега ће га имати у виду.
Почетком октобра 1943. године вршен је напад на непријатељске гарнизоне у Вишеграду и Рогатици, гдје су се налазиле знатне снаге Нијемаца и Хрвата. У томе нападу учествовала је и Прва сарајевска бригада под командом Саве Дерикоње. Вишеград је ослобођен 5. октобра а Рогатица 13. октобра Непријатељ се повлачио ка усташком упоришту на Сокоцу, недалеко од Хан Пијеска. Даља операција према Сарајеву прекинута је због изненадног напада партизана. Врховна команда Вермахта 27. октобра 1943. забиљежила је: „Балкан: На простору Вишеград-Сарајево воде се борбе између четника и комуниста.” Главни разлог завршетка операција Југословенске војске у отаџбини у околини Сарајева, као и не улазак у сам град били су напади партизанских јединица који су за циљ имали слабљење моћи бораца Југословенске војске у отаџбини и прекидање њихове акције ослобођења мјеста у непосредној околини Сарајева, као и самог Сарајева.

### 1944. година
Током јесени 1944. Врховна Команда ЈвуО са извјесним бројем трупа из Србије се задржала на простору Прве сарајевске бригаде Романијског корпуса. Војска је била распоређена по селима: Вучија Лука, Боговићи, Јеловци, Озрен, Брдо, Жунови, Костреша, Висојевица, Дражевићи, Ракова Нога, Нишићи. На територији чија зона одговорностије потпадала под 1. сарајевску бригаду налазле су се двије војне болниц једна у селу Нишићи, као и једна у селу Округлци, а њихови капацитети нису били довољни да приме све рањенике и болеснике који су ту пристизали. Лијекова није било као ни довољно љекара за указивање најнужније помоћи. Да би се што је могуће више помогло рањеницима придошлим из Србије, командант Бригаде Саво Дерикоња и командант Првог дијела Сарајевског среза, Стјепан Лучић, су преко предсједника општине наредили да се лакши рањеници његују по домаћинствима. Њих је овдашњи српски народ примио као рођену браћу у невољи и сви су им прижили све што су могли.
Током 10. септембра ослобођено је насеље Подлугови, које се налазило у првом дијелу сарајевског среза, а у самој зони одговорности 1. сарајевске бригаде, док је градић Бреза ослобођен дан касније 11. септембра.

### 1945. година
Прва сарајевска бригада се није повлачила са свога матичног терена. Ту је водила борбе са комунистима, све док они нису ушли у Сарајево 6. априла 1945. године. Након тога, са Савом је остало око 45 до 50 четника да наставе борбу против комуниста, док су се остали борци разишли кућама, на наговор Дерикоње. Савина група није могла да дејствује у цјелини, већ је то чинила по групицама од три или пет бораца. Нарочито су били активни пред изборе, 11. новембра 1945. године. У званичним документима, комунисти тврде да су код Пала 1947—1948. убили Саву Дерикоњу, међутим, његово тијело није никад јавно изложено, као што су то иначе радили са осталим одметницима. Саво Дерикоња је, по тврдњи његових бораца, умро од задобијених рана, у љето 1948. године у својој бази, негдје у планини недалеко од села Висојевица, Дражевићи, Ракова Нога.